# میابی موریا
میابی موریا (انگلیسی: Miyabi Moriya؛ زادهٔ ۲۲ اوت ۱۹۹۹) بازیکن فوتبال اهل ژاپن است.
از باشگاه‌هایی که در آن بازی کرده‌است می‌توان به باشگاه فوتبال آی ان ای سی کوبه لئونسا اشاره کرد.